# Championnat d'Angleterre féminin de rugby à XV
Le championnat d'Angleterre féminin de rugby à XV est une compétition annuelle mettant aux prises les meilleurs clubs féminins de rugby à XV en Angleterre.
Le championnat consiste en une poule unique où toutes les équipes s'affrontent dans des matchs aller-retour pour déterminer qui se qualifie pour les demi-finales.

## Historique

### Débuts
Le championnat est créé en 1990 et organisé par la Women's Rugby Football Union (WRFU), avec des clubs sur l'ensemble des îles Britanniques. En 1994, le pays de Galles, l'Écosse et l'Irlande quittent la WRFU ; c'est donc la Rugby Football Union for Women (RFUW) qui prend en main le rugby à XV féminin en Angleterre ainsi que la Premiership.

### 2016: l'ère professionnelle
En octobre 2016, la fédération anglaise (RFU) créée le Women's Super Rugby, une ligue professionnelle pour laquelle elle prévoit un investissement de 2,4 millions de livres sur trois ans. Les clubs souhaitant y participer doivent soumettre une candidature. Au départ la RFU compte intégrer les huit clubs de première division et y ajouter deux nouvelles équipes. Des critères à remplir furent définis pour être admissible dans cette ligue (infrastructures, capacité d'investissement, ressources humaines).
Après les entretiens des douze candidats retenus, la RFU annonce en février 2017 la fondation d'un championnat à dix clubs. La décision de recaler le club de Lichfield (en) (en première division depuis quinze ans et grand pourvoyeur de joueuses internationales) déclenche la polémique. Dans un communiqué, le club se dit « dégouté, déçu et abasourdi » et estime que cette décision est « une erreur ». Les deux clubs à n'avoir pas été admis dans la ligue (Lichfield et le Thurrock RFC (en)) tentèrent de faire appel de la décision, sans succès.
Le championnat est remporté en 2017 par les Aylesford Bulls (en), qui gagnent la finale sur le score de 17 à 8 contre Bristol.
Les sept clubs de première division sont donc rejoints par Gloucester-Hartpury, le Loughborough Lightning, et Waterloo (en) au sein de ce nouveau championnat finalement baptisé Premier 15s. La ligue signe un contrat de sponsoring de trois ans avec la société Tyrrell, décrit par la RFU comme « le plus gros investissement de l'histoire du rugby féminin ». La Tyrrell Premier 15s devient le premier championnat professionnel féminin de rugby à XV.

### 2020: l'après pandémie
Après trois années de partenariat dont une saison annulée à cause la pandémie de Covid-19, Tyrrell se retire. Un nouveau sponsor est trouvé : le groupe Allianz qui donne son nom à la compétition jusqu'en 2024. Les clubs indépendants de Richmond (en) et Waterloo sont remplacés par les Exeter Chiefs et les Sale Sharks, deux clubs affiliés à la ligue masculine. La RFU justifie sa décision par le besoin de clubs économiquement viables au sortir de la pandémie.
Au cours de la saison 2022-2023, les clubs des Worcester Warriors (en) et des Wasps (en) connaissent leurs premières difficultés financières. Les clubs sont suspendus, puis réintégrés un mois plus tard après avoir apporté des garanties financières.
En 2023, la ligue accueille les Ealing Trailfinders et les Leicester Tigers et change de nom pour devenir la Premiership Women's Rugby. Quatre clubs sont exclus de la compétition : les Sale Sharks, les Worcester Warriors, les Wasps et les Darlington Mowden Park (en). Finalement, les Sale Sharks et les Worcester Warriors obtiennent un agrément sous conditions et sont réintégrés. Mais le 17 octobre 2023, alors que la saison vient de commencer, la société Cube International, propriétaire des Worcester Warriors, informe la RFU et la ligue qu'ils se retirent de la compétition. La saison se joue donc à neuf équipes.
Pour la saison 2024-2025, le salary cap passe à 220 000 £ (environ 257 000 €).

## Identité visuelle

Évolution du logo
Logo de la Premiership Women's Rugby instauré en 2023.

## Palmarès
| Date                                                                  | Vainqueur               | Score        | Finaliste     | Lieu                                | Spectateurs |
| --------------------------------------------------------------------- | ----------------------- | ------------ | ------------- | ----------------------------------- | ----------- |
| 28 avril 2018                                                         | Saracens                | 24 - 20 (en) | Harlequins    | Trailfinders Sports Ground, Londres |             |
| 27 avril 2019                                                         | Saracens                | 33 - 27 (en) | Harlequins    | Franklin's Gardens, Northampton     |             |
| L'édition 2019-2020 est annulée en raison de la pandémie de Covid-19. |                         |              |               |                                     |             |
| 30 mai 2021                                                           | Harlequins              | 25 - 17 (en) | Saracens      | Kingsholm Stadium, Gloucester       |             |
| 3 juin 2022                                                           | Saracens                | 43 - 21 (en) | Exeter Chiefs | Sixways Stadium, Worcester          | 3 288       |
| 24 juin 2023                                                          | Gloucester-Hartpury RFC | 34 - 19 (en) | Exeter Chiefs | Kingsholm Stadium, Gloucester       | 9 668       |
| 22 juin 2024                                                          | Gloucester-Hartpury RFC | 36 - 24      | Bristol Bears | Sandy Park, Exeter                  | 6 934       |
| 16 mars 2025                                                          | Gloucester-Hartpury RFC | 34 - 19      | Saracens      | StoneX Stadium, Londres             | 9 000       |

## Clubs

### Clubs de l'édition 2023-2024
- Bristol Bears
- Ealing Trailfinders
- Exeter Chiefs
- Gloucester-Hartpury
- Harlequins
- Leicester Tigers
- Loughborough Lightning
- Sale Sharks
- Saracens

### Anciens clubs
- Aylesford Bulls (en)
- Blaydon
- Darlington Mowden Park (en)
- Henley
- Lichfield (en)
- Old Albanians
- Richmond (en)
- Team Northumbria
- Thirsk
- Thurrock (en)
- Vale of Lune
- Wasps (en)
- Waterloo (en)
- Worcester Warriors (en)